# Alejandro Castro Espín
Alejandro Castro Espín (* 29. Juli 1965 in Havanna) ist ein kubanischer Politiker und Militär. Er hat den Rang eines Obersts des kubanischen Innenministeriums.

## Leben und Wirken
Alejandro Castro Espín wurde 1965 als Sohn von Raúl Castro und  Vilma Espín geboren. Er hat drei Schwestern, darunter Mariela, Präsidentin des Zentrums für Sexualaufklärung.
Alejandro Castro, Ingenieur, Master für Internationale Beziehungen und Doktor der Politischen Wissenschaften, begann seine Karriere beim kubanischen Militär, wo er als hoffnungsvoller Jung-Offizier galt. Er nahm am kubanischen Militäreinsatz in Angola teil, wo er während einer Übung an einem Auge verletzt wurde und dort erblindete.
Lange Zeit wurde er kaum in der Öffentlichkeit wahrgenommen. Erst mit den Verhandlungen zur Verbesserung der Beziehungen zu den Vereinigten Staaten trat Alejandro Castro als Berater seines Vaters in Erscheinung. Er leitete die kleine Gruppe, welche über 18 Monate die geheimen Verhandlungen mit der US-Regierung führte. Es wird vermutet, dass er für höhere Aufgaben vorbereitet werden soll. Ihm wird eine ähnliche Rolle gegenüber seinem Vater Raúl zugewiesen, wie dieser gegenüber seinem Bruder Fidel Castro hatte: ein absolut vertrauenswürdiger Beobachter.

## Werke
- Estados Unidos: El precio del poder, Casa Editorial Capitán San Luis, Havanna 2015